# Усачёв, Дмитрий Юрьевич (футболист)
Дмитрий Юрьевич Усачев (бел. Дзмітрый Юр'евіч Вусачоў; 20 февраля 1988) — белорусский футболист, защитник.

## Клубная карьера
Начинал карьеру в «Витебске», где играл за дубль. В первой половине 2009 года был отдан в аренду в «Славию-Мозырь», а в 2010 году перешёл в гомельский «ДСК».
В начале 2011 года вновь оказался в «Славии», которой помог выиграть Первую лигу. В сезоне 2012 редко появлялся на поле.
В январе 2013 перешёл в «Гранит». Играл в основе микашевичского клуба на позиции флангового защитника.
В январе 2014 года вернулся в «Витебск». Помог витебскому клубу вернуться в Высшую лигу по итогам сезона 2014, но по окончании сезона покинул «Витебск». Сезон 2015 начал в составе «Оршы», которая вышла в Первую лигу. По окончании сезона 2016 года покинул команду и завершил карьеру.

### Статистика
| Сезон    | Дивизион | Клуб                | Страна                    | Матчи | Голы |
| -------- | -------- | ------------------- | ------------------------- | ----- | ---- |
| 2006     | дубль    | Локомотив           | Флаг Беларуси (1995—2012) | 17    | 0    |
| 2007     | дубль    | Витебск             | Флаг Беларуси (1995—2012) | 23    | 1    |
| 2008     | дубль    | Витебск             | Флаг Беларуси (1995—2012) | 30    | 2    |
| 2009 (1) | Д2       | Славия-Мозырь       | Флаг Беларуси (1995—2012) | 14    | 1    |
| 2009 (2) | дубль    | Витебск             | Флаг Беларуси (1995—2012) | 9     | 0    |
| 2010     | Д2       | ДСК-Гомель          | Флаг Беларуси (1995—2012) | 7     | 0    |
| 2011     | Д2       | Славия-Мозырь       | Флаг Беларуси (1995—2012) | 28    | 6    |
| 2012     | Д1       | Славия-Мозырь       | Флаг Беларуси             | 10    | 0    |
| 2013     | Д2       | Гранит (Микашевичи) | Флаг Беларуси             | 23    | 4    |
| 2014     | Д2       | Витебск             | Флаг Беларуси             | 26    | 3    |
| 2015     | Д2       | Орша                | Флаг Беларуси             | 17    | 1    |
| 2016     | Д2       | Орша                | Флаг Беларуси             | 19    | 2    |

## Достижения
- Чемпион Первой лиги Белоруссии: 2011